# Katharsis
Katharsis es un mural realizado por Jose Clemente Orozco, fue creado entre los años 1934 y 1935. Actualmente se encuentra resguardado como obra en exhibición permanente del Museo del Palacio de Bellas Artes de México.

## Historia
En 1934, después de concluir los murales de la Biblioteca Baker, en el Dartmouth College de New Hampshire, en los Estados Unidos, José Clemente Orozco regresó a México. El 5 de agosto de 1934, Orozco firmó con Antonio Castro Leal en ese entonces jefe del Departamento de Bellas Artes de la Secretaría de Educación Pública, un acuerdo para realizar una pintura la fresco en el muro oriente del Palacio de Bellas Artes, en el piso que entonces se denominaba "de galerías". Debido a los problemas de hundimiento que sufría el Palacio de Bellas Artes, Orozco decide, no pintar directamente en el muro sino sobre un bastidor de acero, revestido de alambre y metal desplegado, capaz de sostener firmemente el aplanado de cemento, cal, arena y polvo de mármol, que recibiría los pigmentos.
El historiador Justino Fernández, amigo del pintor, anotó en una primera publicación que el mural del pintor no servía, que era desagradable y no refleja nada realmente de valor para él, pero después, al redactar su ensayo titulado "Orozco". Forma e idea, que el fuego de la parte superior simboliza la catarsis, y lo cito así: “una posibilidad de salvación por medio de la renovación, de la destrucción”: una visión única del que fue uno de los momentos históricos más fecundos del arte mexicano. A partir de esta interpretación crítica, el mural llegó a ser conocido como Katharsis (o La Katharsis).

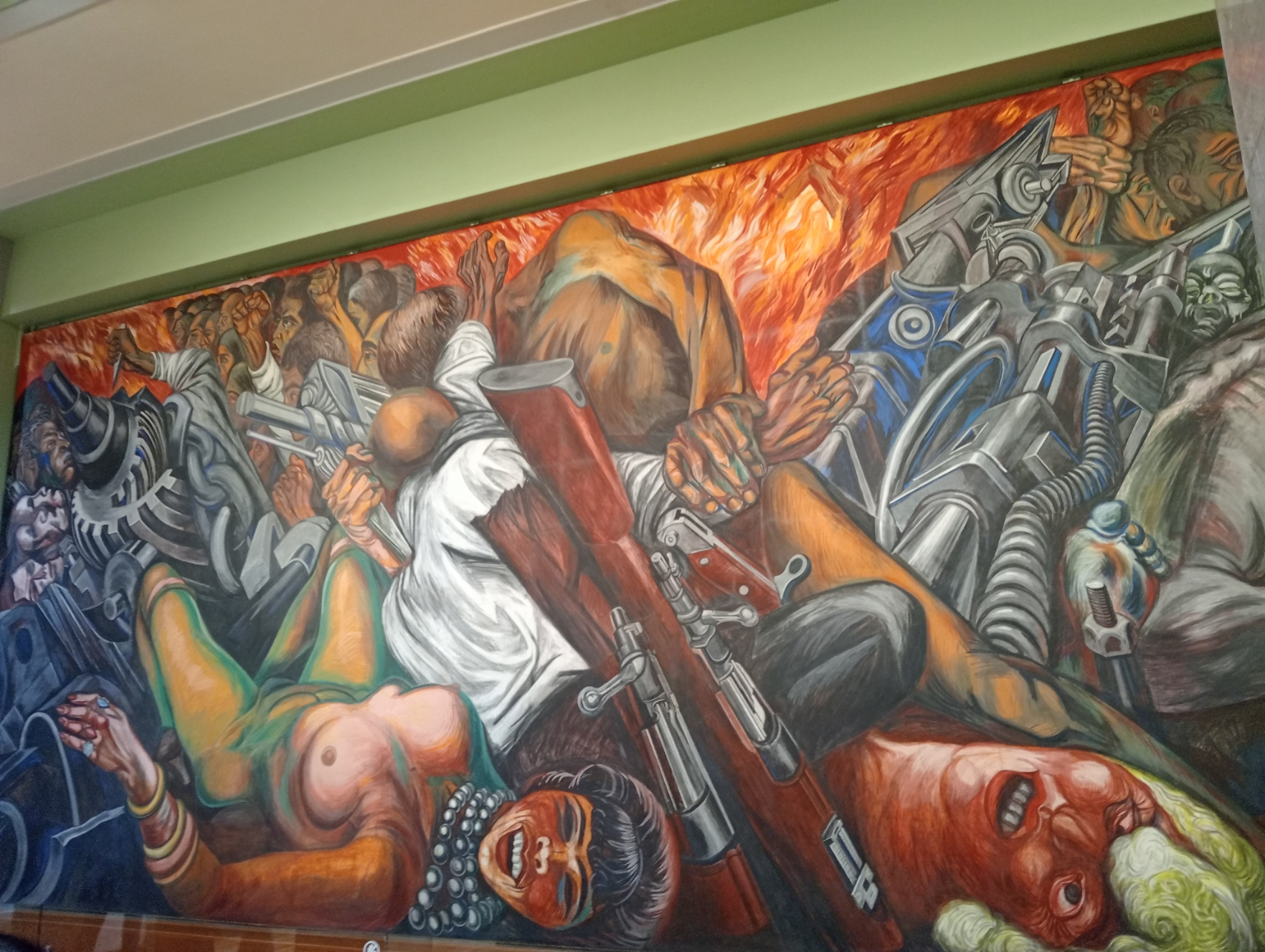
Mural Katharsis, Palacio De Bellas Artes, Ciudad De México

## Descripción
Orozco decidió representar entonces una alegoría sobre la guerra y la desintegración. Para ello empleó diversos motivos, recurrentes en su obra: la lucha, el caos, la prostitución y las máquinas, Fernández anotó asimismo que es a través de la catarsis, representada por el fuego en la parte superior, que el hombre, enfrentado a la civilización mecanicista, puede llegar a purificarse.
La composición caótica, el dramatismo de la escena y los colores brillantes contrastan con las figuras serenas que Rivera tiene en el otro extremo del edificio.
La naturaleza expresionista de la obra está implícita en el dramatismo y la fuerza de la representación. Obra maestra del pintor mexicano, quien consideraba la pintura mural “la más alta, la más lógica, la más pura, porque es para el pueblo. Es para todos”.